# Grundwehr

Schematische Darstellung eines Grundwehrs

Das Grundwehr gehört zu den festen Wehren und ist komplett wasserüberströmt im Gerinne.
Die Wehrkrone eines Grundwehres reicht weder über die Oberfläche des Ober- noch über die des Unterwassers. Reicht die Wehrkrone dagegen über eine dieser Grenzen, so spricht man von einem Überfallwehr.
Grundwehre werden angelegt, wenn sich die Wassermenge des Flusses nicht sehr verändert und die hervorzubringende Stauung nicht groß sein soll. Ein Grundwehr kann auch den Unterbau für ein bewegliches Wehr bilden.